# Tung-Hua Lin
Tung-Hua Lin (chinesisch 林同驊 / 林同骅, Pinyin Lín Tónghúa, W.-G. Lin2 T'ung2-hua2; * 26. Mai 1911 in Chongqing, Chinesisches Kaiserreich; † 18. Juni 2007 in Los Angeles, Vereinigte Staaten) war ein chinesisch-US-amerikanischer Ingenieur. Er war Professor für Bauingenieurwesen an der University of California, Los Angeles und entwickelte das erste doppelmotorige Flugzeug in China.
Er ging in Peking zur Schule, studierte in China und am Massachusetts Institute of Technology mit dem Master-Abschluss 1936. Er arbeitete in US-amerikanischen Flugzeugwerken und ging dann zurück nach China, wo ihn die chinesische Regierung während der japanischen Okkupation mit der Entwicklung eines zweimotorigen Transportflugzeuges aus Holz beauftragte (C-1010), das 1944 erfolgreich seinen Jungfernflug absolvierte. Nach dem Krieg entwickelte er mit anderen in China ein Düsenflugzeug und suchte dafür Produktionsstätten in den USA und England, was aber aus finanziellen Gründen scheiterte. 1949 ging er in die USA, wurde an der University of Michigan promoviert und lehrte an der University of Detroit und ab 1955 an der UCLA. 1978 wurde er emeritiert.
Er befasste sich neben Flugzeugbau mit Stahlbau zum Beispiel für Brücken und mit erdbebensicherem Bauen.
1988 erhielt er die Von-Karman-Medaille. Er war Mitglied der National Academy of Engineering und der Academia Sinica (1996).
Sein Cousin Tung-Yen Lin (1912–2003) war ebenfalls ein bekannter Bauingenieur, der die National Medal of Science erhielt.

## Schriften
- Theory of Inelastic Structures. Wiley 1968